# Sead Hakšabanović
Sead Hakšabanović (ur. 4 maja 1999 w Hyltebruk) – czarnogórski piłkarz występujący na pozycji pomocnika w klubie Stoke City, do którego jest wypożyczony z Celtiku.

## Kariera klubowa
Hakšabanović jest wychowankiem Halmstads BK. W barwach tego zespołu zadebiutował w kwietniu 2015 roku, w spotkaniu przeciwko IFK Norrköping (0:3) w wieku zaledwie 15 lat, stając się najmłodszym debiutantem w historii IFK Norrköping oraz drugim najmłodszym debiutantem w historii Allsvenskan. W trakcie gry dla klubu odbył testy w kilku angielskich zespołach tj. Manchaster United, Liverpoool F.C, Chelsea F.C, Aston Villi i Manchasterze City.
W sierpniu 2017 roku, za kwotę 3 milionów euro został zawodnikiem angielskiego West Hamu United. W pierwszym zespole nigdy nie zadebiutował, dwukrotnie zostając wypożyczonym z klubu do hiszpańskiej Malagi oraz szwedzkiego IFK Norrköping. Po zakończeniu wypożyczenia został wykupiony za kwotę 2,6 miliona euro przez Norrköping.
W 2021 przeszedł piłkarzem Rubina Kazań, dokąd trafił za 6 milionów euro, stając się drugim najdrożej sprzedanym zawodnikiem w historii Allsvenskan. W 2022 był z niego wypożyczony do Djurgårdens IF. Latem 2022 przeszedł do Celtiku, a w 2023 wypożyczono go do Stoke City.

## Kariera reprezentacyjna
Hakšabanović jest byłym reprezentantem Szwecji na poziomie od U15-U19. Ostatecznie, zdecydował się na grę dla reprezentacji Czarnogóry, skąd pochodzili jego rodzice. 
W pierwszej reprezentacji Czarnogóry zadebiutował w czerwcu 2017 roku w spotkaniu eliminacji Mistrzostw Świata 2018 przeciwko reprezentacji Armenii (4:1).